# 183街車站 (IRT傑羅姆大道線)
183街車站（英語：183rd Street station）是紐約地鐵IRT傑羅姆大道線高架段的一個慢車地鐵站，位於布朗克斯183街及傑羅姆大道交界，設有4號線（任何時候停站）列車服務。

## 車站結構
| 月台層 | 側式月台 | 側式月台                                                    |
| 月台層 | 北行慢車 | ← 往伍德羅恩 (福德漢姆路)                                   |
| 月台層 | 尖峰快車 | → 無定期服務                                                |
| 月台層 | 南行慢車 | → 往皇冠高地-猶提卡大道 (深夜往新地段大道) (伯恩賽德大道) → |
| 月台層 | 側式月台 |                                                             |
| 夾層   | 夾層     | 閘機、車站詢問處、Metrocard自動售票機                       |
| Ground | 街道層   | 出入口                                                      |

此站設有兩個側式月台和三條軌道。中央軌道一般不用於營運。

## 外部連結

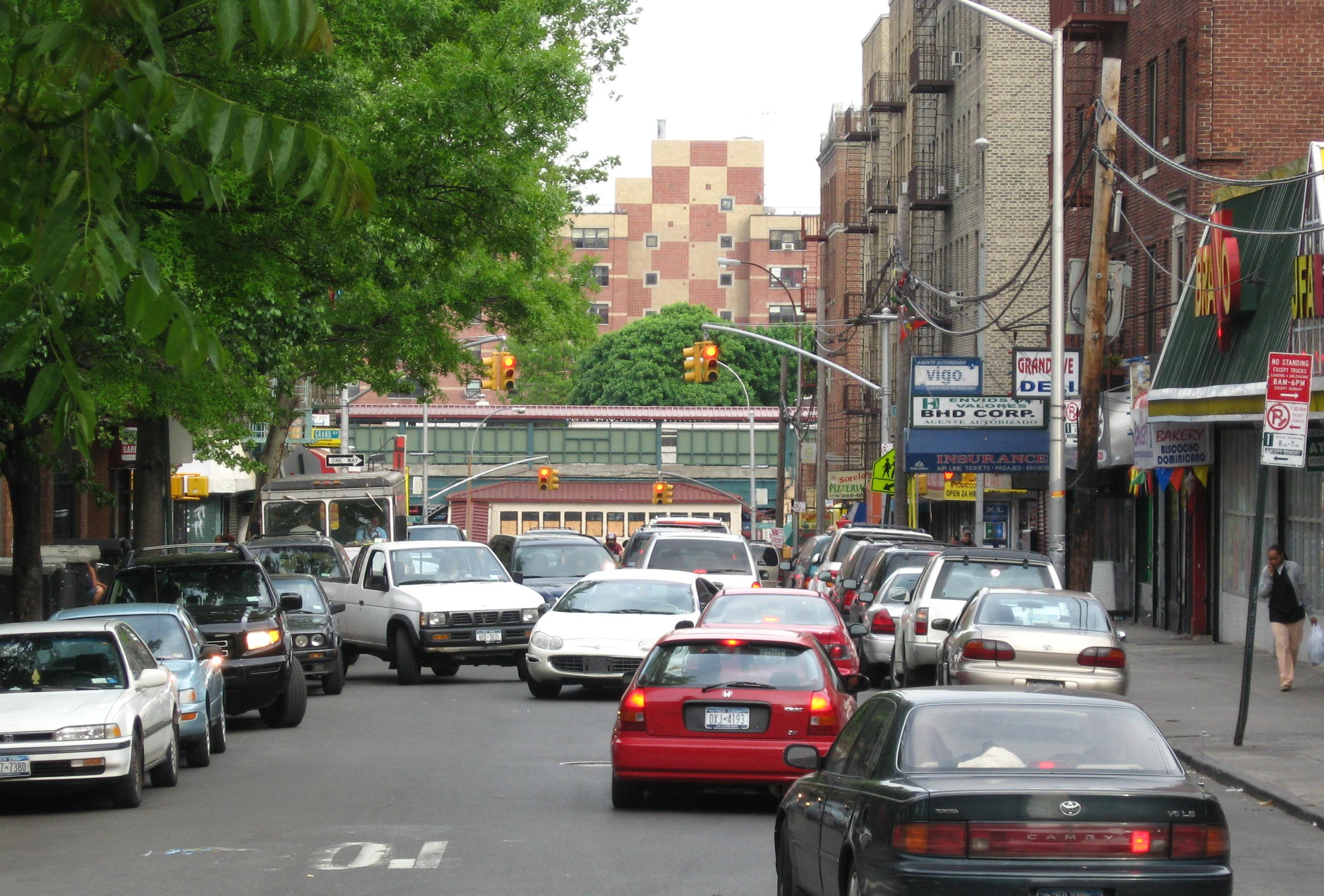
三個街區西側

- 维基共享资源上的相關多媒體資源：183街車站
- nycsubway.org—IRT Woodlawn Line: 183rd Street
- nycsubway.org — Many Trails Artwork by José Ortiz (2006)（页面存档备份，存于）
- Station Reporter — 4 Train
- The Subway Nut — 183rd Street Pictures（页面存档备份，存于）
- MTA's Arts For Transit — 183rd Street (IRT Jerome Avenue Line)\
- 183rd Street entrance from Google Maps Street View（页面存档备份，存于）
- Platforms from Google Maps Street View（页面存档备份，存于）